# Planctoteuthis levimana
Planctoteuthis levimana (Lönnberg, 1896) è una specie di calamaro appartenente alla famiglia Chiroteuthidae, caratterizzata da una morfologia distintiva e da un habitat prevalentemente oceanico.

## Descrizione
Gli esemplari di P. levimana presentano un mantello sottile e muscoloso, con una lunghezza che può raggiungere i 70 mm. La testa è dotata di occhi prominenti che sporgono ventralmente, circondati da lobi gelatinosi spessi e vescicolari. Le braccia sono provviste di ventose disposte in due serie ravvicinate; le ventose delle braccia laterali hanno anelli interni con circa 12 denticoli triangolari larghi, mentre quelle delle braccia IV sono più piccole. I tentacoli sono robusti e muscolosi, con una clava tentacolare relativamente piccola e compatta, priva di carena aborale. Il sistema di bloccaggio dell'imbuto è ovale, privo di trago ma con un antitrago bilobato, caratteristica distintiva a livello di specie. È assente una valvola dell'imbuto. La pigmentazione consiste in grandi cromatofori di colore rosso-bruno sparsi su braccia, testa, imbuto, mantello e pinne.

## Descrizione e habitat
P. levimana è stato originariamente descritto nell'Oceano Atlantico settentrionale, in prossimità delle coordinate 43°N 24°W. Successive catture di esemplari sono avvenute nelle vicinanze della località tipo, suggerendo una distribuzione limitata a questa regione oceanica. Gli esemplari sono stati raccolti mediante reti a strascico di mezza acqua che operavano a profondità comprese tra 0 e 2400 metri, indicando un habitat pelagico profondo.

## Biologia
Le informazioni sull'ecologia e sul comportamento di P. levimana sono limitate, principalmente a causa della rarità degli esemplari raccolti e della fragilità della specie, che rende difficile lo studio in condizioni naturali. La mancanza di fotofori suggerisce che P. levimana non utilizzi la bioluminescenza per la comunicazione o la predazione, a differenza di altre specie di calamari. La struttura muscolare e la morfologia indicano un adattamento a un ambiente pelagico profondo, con una possibile strategia di vita gelatinosa e a bassa velocità di movimento.

## Tassonomia
La specie è stata descritta per la prima volta da Lönnberg nel 1896 come Mastigoteuthis levimana. Successivamente, è stata trasferita al genere Valbyteuthis da Young nel 1972 e infine assegnata al genere Planctoteuthis da Young nel 1991. La designazione di un neotipo è stata effettuata da Young et al. nel 2006, basandosi su due esemplari raccolti vicino alla località tipo originale. La validità tassonomica di P. levimana è stata confermata attraverso confronti con altre specie del genere, evidenziando l'importanza del sistema di bloccaggio dell'imbuto come carattere distintivo a livello di specie.